# Tim Wilkison
Tim Wilkison (Shelby, 21 novembre 1959) è un ex tennista statunitense.

## Carriera
Ottenne il suo best ranking in singolare il 29 settembre 1986 con la 23ª posizione mentre nel doppio divenne il 31 luglio 1989, il 21º del ranking ATP.
In carriera, in singolare, ha vinto sei tornei del circuito ATP, tra cui due edizioni del New South Wales Open e dell'Auckland Open, torneo nel quale ha raggiunto la finale in altre tre occasioni.
In doppio è riuscito a conquistare la vittoria finale in dieci tornei ATP, raggiungendo altre quattordici volte la finale,
uscendone però sconfitto.
Nei tornei del grande slam ha, come migliore risultato, i quarti di finale raggiunti nell'US Open 1986, nel quale fu superato dallo svedese Stefan Edberg con il risultato di 3-6, 3-6, 3-6.

## Statistiche

### Singolare

#### Vittorie (6)
| Legenda                                                      |
| Grande Slam (0)                                              |
| ATP Tour World Championships / Tennis Masters Cup (0)        |
| ATP Super 9 / Tennis Masters Series (0)                      |
| ATP Championships Series / ATP International Series Gold (0) |
| ATP World Series / ATP International Series (6)              |

| Numero | Data             | Torneo                           | Superficie  | Avversario in finale | Punteggio               |
| 1.     | 24 dicembre 1978 | New South Wales Open, Sydney (1) | Erba        | Kim Warwick          | 6–3, 6–3, 6–7, 3–6, 6–2 |
| 2.     | 2 gennaio 1979   | Auckland Open, Auckland (1)      | Cemento     | Peter Feigl          | 6–3, 4–6, 6–4, 2–6, 6–2 |
| 3.     | 13 dicembre 1981 | New South Wales Open, Sydney (2) | Erba        | Chris Lewis          | 6–3, 7–6, 6–3           |
| 4.     | 11 gennaio 1982  | Auckland Open, Auckland (2)      | Cemento     | Russell Simpson      | 6–4, 6–4, 6–4           |
| 5.     | 22 ottobre 1984  | Vienna Open, Vienna              | Cemento (i) | Pavel Složil         | 6–1, 6–1, 6–2           |
| 6.     | 18 marzo 1985    | Lorraine Open, Nancy             | Cemento (i) | Slobodan Živojinović | 4–6, 7–6, 9–7           |

| Legenda tornei minori |
| Challenger (3)        |
| Futures (0)           |

| Numero | Data            | Torneo                                           | Superficie  | Avversario in finale | Punteggio |
| 1.     | 15 ottobre 1978 | San Ramon Challenger 1978, San Ramon             | Cemento     | Bruce Manson         | 7–6, 6–1  |
| 2.     | 5 marzo 1984    | Bahrain Challenger 1984, Bahrain                 | Cemento     | Terry Moor           | 7–5, 6–0  |
| 3.     | 16 aprile 1984  | San Luis Potosí Challenger 1984, San Luis Potosí | Terra rossa | Javier Contreras     | 6–2, 6–2  |

#### Sconfitte in finale (9)
| Numero | Data              | Torneo                                     | Superficie    | Avversario in finale | Punteggio               |
| 1.     | 10 gennaio 1977   | Auckland Open, Auckland (1)                | Erba          | Vijay Amritraj       | 6–7, 7–5, 1–6, 2–6      |
| 2.     | 1º gennaio 1980   | Auckland Open, Auckland (2)                | Cemento       | John Sadri           | 3–6, 6–4, 4–6, 6–2, 2–6 |
| 3.     | 29 settembre 1980 | Hawaiian Open, Maui                        | Cemento       | Eliot Teltscher      | 6–7, 3–6                |
| 4.     | 5 gennaio 1981    | Auckland Open, Auckland (3)                | Cemento       | Bill Scanlon         | 7–6, 3–6, 6–3, 6–7, 0–6 |
| 5.     | 30 luglio 1984    | ATP Volvo International, North Conway      | Terra rossa   | Joakim Nyström       | 2–6, 5–7                |
| 6.     | 8 ottobre 1984    | Swiss Indoors, Basilea                     | Cemento (i)   | Joakim Nyström       | 3–6, 6–3, 4–6           |
| 7.     | 31 marzo 1986     | Atlanta Open, Atlanta                      | Sintetico (i) | Kevin Curren         | 6–7, 6–7                |
| 8.     | 7 luglio 1986     | Hall of Fame Tennis Championships, Newport | Erba          | Bill Scanlon         | 5–7, 4–6                |
| 9.     | 15 giugno 1987    | Bristol Open, Bristol                      | Erba          | Kelly Evernden       | 4–6, 6–7                |

### Doppio

#### Vittorie (10)
| Legenda                                                      |
| Grande Slam (0)                                              |
| ATP Tour World Championships / Tennis Masters Cup (0)        |
| ATP Super 9 / Tennis Masters Series (0)                      |
| ATP Championships Series / ATP International Series Gold (0) |
| ATP World Series / ATP International Series (10)             |

| Numero | Data             | Torneo                                          | Superficie  | Compagno        | Avversari in finale                | Punteggio     |
| 1.     | 2 giugno 1980    | Manchester Open, Manchester                     | Erba        | John Sadri      | Dennis Ralston Roscoe Tanner       | 6–3, 6–4      |
| 2.     | 5 gennaio 1981   | Auckland Open, Auckland                         | Cemento     | Ferdi Taygan    | Tony Graham Bill Scanlon           | 7–5, 6–1      |
| 3.     | 19 ottobre 1981  | Vienna Open, Vienna                             | Cemento (i) | Steve Denton    | Sammy Giammalva Jr. Fred McNair    | 7–5, 6–4      |
| 4.     | 12 novembre 1984 | Torneo Internazionale Città di Treviso, Treviso | Terra rossa | Pavel Složil    | Jan Gunnarsson Sherwood Stewart    | 6–2, 6–3      |
| 5.     | 7 luglio 1986    | Hall of Fame Tennis Championships, Newport      | Erba        | Vijay Amritraj  | Eddie Edwards Francisco González   | 4–6, 7–5, 7–6 |
| 6.     | 19 ottobre 1987  | Vienna Open, Vienna                             | Cemento (i) | Mel Purcell     | Emilio Sánchez Javier Sánchez      | 6–3, 7–5      |
| 7.     | 22 agosto 1988   | Rye Brook Open, Rye Brook                       | Cemento     | Andrew Castle   | Jeremy Bates Michael Mortensen     | 2–6, 6–4, 7–5 |
| 8.     | 3 ottobre 1988   | Eagle Classic, Scottsdale                       | Cemento     | Scott Davis     | Rick Leach Jim Pugh                | 6–3, 6–2      |
| 9.     | 19 giugno 1989   | Bristol Open, Bristol                           | Erba        | Paul Chamberlin | Mike De Palmer Gary Donnelly       | 7–6, 6–4      |
| 10.    | 7 agosto 1989    | Livingston Open, Livingston                     | Cemento     | Tim Pawsat      | Kelly Evernden Sammy Giammalva Jr. | 7–5, 6–3      |

| Legenda tornei minori |
| Challenger (1)        |
| Futures (0)           |

| Numero | Data             | Torneo                         | Superficie | Compagno          | Avversari in finale           | Punteggio |
| 1.     | 28 novembre 1988 | Durban Challenger 1988, Durban | Cemento    | Michael Robertson | Wayne Ferreira Grant Stafford | 6–2, 6–2  |

#### Sconfitte in finale (14)
| Numero | Data              | Torneo                                     | Superficie    | Compagno        | Avversari in finale                | Punteggio     |
| 1.     | 29 luglio 1979    | ATP Volvo International, North Conway      | Terra rossa   | John Sadri      | Ion Țiriac Guillermo Vilas         | 4–6, 6–7      |
| 2.     | 1º gennaio 1980   | Auckland Open, Auckland                    | Cemento       | John Sadri      | Peter Feigl Rod Frawley            | 2–6, 5–7      |
| 3.     | 20 ottobre 1980   | Melbourne Indoor, Melbourne                | Sintetico (i) | John Sadri      | Fritz Buehning Ferdi Taygan        | 1–6, 2–6      |
| 4.     | 8 novembre 1982   | ATP Taipei, Taipei                         | Sintetico (i) | Fred McNair     | Larry Stefanki Robert Van't Hof    | 3–6, 6–7      |
| 5.     | 2 aprile 1984     | Grand Prix Bari, Bari                      | Terra rossa   | Marcel Freeman  | Stanislav Birner Libor Pimek       | 6–2, 6–7, 4–6 |
| 6.     | 8 ottobre 1984    | Swiss Indoors, Basilea                     | Cemento (i)   | Stefan Edberg   | Pavel Složil Tomáš Šmíd            | 6–7, 2–6      |
| 7.     | 19 novembre 1984  | Grand Prix de Tennis de Toulouse, Tolosa   | Cemento (i)   | Pavel Složil    | Jan Gunnarsson Michael Mortensen   | 4–6, 2–6      |
| 8.     | 14 ottobre 1985   | Swiss Indoors, Basilea                     | Cemento (i)   | Mark Dickson    | Tim Gullikson Tom Gullikson        | 6–4, 4–6, 4–6 |
| 9.     | 21 settembre 1987 | Los Angeles Open, Los Angeles              | Cemento       | Brad Gilbert    | Kevin Curren David Pate            | 3–6, 4–6      |
| 10.    | 8 agosto 1988     | Canada Open, Toronto                       | Cemento       | Andrew Castle   | Ken Flach Robert Seguso            | 5–7, 3–6      |
| 11.    | 26 settembre 1988 | Pacific Coast Championships, San Francisco | Sintetico (i) | Scott Davis     | John McEnroe Mark Woodforde        | 4–6, 6–7      |
| 12.    | 14 novembre 1988  | South African Open, Johannesburg           | Cemento (i)   | Gary Muller     | Kevin Curren David Pate            | 6–7, 4–6      |
| 13.    | 13 febbraio 1989  | Volvo U.S. National Indoor, Memphis        | Cemento (i)   | Scott Davis     | Paul Annacone Christo van Rensburg | 4–6, 2–6      |
| 14.    | 10 aprile 1989    | ATP Rio de Janeiro, Rio de Janeiro         | Sintetico     | Patrick McEnroe | Jorge Lozano Todd Witsken          | 6–2, 4–6, 4–6 |